# Miho Nonaka
Miho Nonaka (en japonés: 野中 生萌, Nonaka Miho, Tokio, 12 de mayo de 1997) es una deportista japonesa que compite en escalada.
Participó en dos Juegos Olímpicos de Verano, en los años 2020 y 2024, obteniendo una medalla de plata en Tokio 2020, en la prueba combinada.
Ganó una medalla de plata en el Campeonato Mundial de Escalada de 2016, en la prueba de bloques. Además, consiguió dos medallas en los Juegos Mundiales, en los años 2017 y 2022.

## Palmarés internacional
| Juegos Olímpicos   | Juegos Olímpicos | Juegos Olímpicos | Juegos Olímpicos |
| Año                | Lugar            | Medalla          | Prueba           |
| ------------------ | ---------------- | ---------------- | ---------------- |
| 2020               | Tokio (Japón)    | Medalla de plata | Combinada        |
| Campeonato Mundial |                  |                  |                  |
| Año                | Lugar            | Medalla          | Prueba           |
| 2016               | París (Francia)  | Medalla de plata | Bloques          |